# Библиотека (Гурзуф)
Библиотека — (также Климатолечебница) один из корпусов санатория «Гурзуфский» в Гурзуфе, построенный на рубеже 1890-х годов по проекту архитектора Д. Н. Чичагова (по другим данным — П. К Теребенёва) по заказу Петра Ионовича Губонина, владельца гурзуфского имения, известного, как Гостиницы Губонина. Памятник градостроительства и архитектуры федерального значения России, согласно законодательству Украины — памятник культурного наследия.
Источники приводят два варианта сроков строительства и авторства проекта: на сайте «Единого государственного реестра объектов культурного наследия» приводится дата 1887 год и авторство ялтинского городского архитектора Платона Константиновича Теребенёва; в работе Наталии Макарухиной (Фонд Лихачёва) осторожно указывается начало 1890-х годов с предположением, что это могут быть 1894—1897 годы и строителем, скорее всего, был Дмитрий Николаевич Чичагов, тем более, что в 1889 году Теребенев перешёл на службу в Удельное ведомство. На более позднюю дату постройки указывают и сведения из книги Владимира Щепетова «Гурзуф на Южном берегу Крыма и его лечебные средства» 1890 года, где указано лишь существование книжной лавки в летний период и что «в будущем же предположено устроить здесь свою библиотеку».

## Описание
Библиотека расположена в юго-восточной части курорта, возле корпуса № 1 Ривьера вблизи набережной. По современным обмерам общая площадь 307 м². Здание построено в одном стиле со всеми гостиницами курорта, характерном для зданий Южного берега начала XX века, с использованием разных архитектурных объёмов, комбинирующих элементы модерна и стиля «ориент», но по иной конструктивной схеме — деревянный каркас с резными элементами (стойки, балясины, решетки, кронштейны), опирающийся на цоколь. Фасад библиотеки украсили гораздо более пышным деревянным декором, чем на гостиницах.
Представляет собой сложную в плане одноэтажную постройку с высоким цоколем, на котором стоит деревянный верх, с балконом и террасой. В центре крыши устроен световой фонарь с четырёхскатной вальмовой крышей, и четыре купола луковичной формы по углам, изначально увенчанных ныне утраченными шпилями. Сама крыша сделана с сильно выступающими свесами, украшенными подзорами. По всем фасадам устроены прямоугольные веранды, окна в здании прямоугольные с арочным лучковым завершением. Главный вход, с каменным крыльцом с двухмаршевой лестницей, устроен в южном фасаде, с западного и восточного фасадов — входы в цокольный этаж. К центральному ризалиту ранее примыкали террасы с перголами, в советское время переделанные в одноэтажные веранды. Цоколь облицован природным камнем, корпус выше цоколя отделан деревянными декоративными элементами, окрашенными в белый и коричневый цвет.

## История
Сведений о деятельности библиотеки, практически, не сохранилось, известно, что в начале XX века к главному фасаду пристроили террасу. Во всех дореволюционных путеводителях библиотека с «читальней» упоминается, как одно из преимуществ курорта, отличающая Гурзуф от прочих мест Южного берега.
После установления в Гурзуфе в марте 1918 года власти большевиков в здании библиотеки разместили Гурзуфский ревком, которым руководил Иван Ильич Подвойский (его родственники жили в Гурзуфе с конца 1890-х годов), младший брат революционера Николая Подвойского. Также в ревкоме работал ещё один известный революционер севастопольский матрос Рудольф Вагул. В память об этом в 1967 на фасаде библиотеки установили две мемориальные доски, в начале 1990-х годов демонтированные и хранящиеся в помещении библиотеки. Как использовалось здание после создания в 1922 году на базе курорта «Военно-курортной станции для красных командиров» пока не установлено. Известно, что в 2000-х годах проводились реставрационные работы. Судя по устоявшемуся названию корпуса «Климатолечебница», в нём некогда проводили соответствующие медицинские процедуры. Распоряжением Правительства Российской Федерации № 2073-р от 17 октября 2015 года «Библиотека Комплекса дач-гостиниц П. И. Губонина» отнесена к объектам культурного наследия федерального значения. На 2024 год здание используется, как четырёхкомнатный коттедж класса «Сюит», включающий две спальни, детскую комнату, гостиную, столовую и два санузла санатория «Гурзуфский» Управления делами Президента РФ.